# Chie Nakane
Chie Nakane  (中根 千枝?, Nakane Chie) (Tokyo, 30 novembre 1926 – Tokyo, 12 ottobre 2021) è stata un'antropologa giapponese.

## Biografia
Nata a Tokyo, trascorre l'adolescenza a Pechino. Ha conseguito la laurea triennale al collegio Tsuda nel 1947; nello stesso anno si è iscritta alla facoltà di storia orientale dell'Università di Tokyo dove si è specializzata sulla Cina e sul Tibet nel 1952. Fra il 1953 ed il 1957 ha svolto lavoro sul campo in India ed ha studiato alla London School of Economics. 
Nel 1952 è diventata assistente all'istituto di ricerca sulle civiltà orientali dell'università di Tokyo.
La studiosa giapponese è stata Visiting Professor presso il dipartimento di antropologia dell'Università di Chicago nell'anno academico 1959-1960 e Visiting Lecturer alla scuola di studi orientali ed africani all'Università di Londra nel 1960–1961.
Il suo libro del 1967, Tate-shakai no Ningen-kankei (タテ社会の人間関係, Relazioni umane in una società verticale) è diventato un best seller venduto in più di un milione di esemplari in Giappone e tradotto in tredici lingue.
Nel 1970 Chie Nakane è stata la prima donna a diventare professore ordinario all'università di Tokyo, ottenendo la cattedra di antropologia sociale; dieci anni più tardi è diventata direttore dell'istituto di culture orientali dell'università e lo è rimasta fino al 1982. Era professoressa anche all'Università di Osaka ed al Museo Nazionale di Etnologia, nonché Visiting Professor presso l'Università Cornell nel periodo 1975–1980. Si è ritirata dall'insegnamento all'Università di Tokyo nel 1987.
Nel 1973 è stata eletta vicepresidente della International Union of Anthropological and Ethnological Sciences (IUAES). Nel 1986 è stata nominata presidentessa del consiglio d'amministrazione della Società di promozione dell'antropologia (民族学振興会, Minzokugaku shinkō-kai); nel 1995 è diventata presidente del comitato nazionale dell'UNESCO. 
Nel 1995 l'antropologa è stata la prima ed unica donna a diventare membro dell'Accademia del Giappone. 
Nel 2001 ha ricevuto il Bunkakunshō (文化勲章) o Ordine della Cultura. 
Nel 2002 ha fondato a Tokyo l'università privata femminile Tōkyō Jogakkan Daigaku (東京女学館大学), di cui era direttrice.
Ha ricoperto il ruolo di professoressa emerita dell'università di Tokyo. È stata anche membro onorario del Royal Anthropological Institute of Great Britain and Ireland e dell'Associazione internazionale di antropologia ed etnologia.

## Pensiero
Chie Nakane è uno dei principali rappresentanti del movimento Nihonjinron (日本人論), che si prefigge di mostrare le particolarità della cultura giapponese e dei giapponesi rispetto alle altre culture, soprattutto tramite confronti con le culture extragiapponesi. Nel caso di Chie Nakane questo confronto non avviene con le culture occidentali, come in altri autori del movimento, bensì con le altre culture estremorientali.
L'antropologa è infatti una studiosa dell'organizzazione sociale dell'India, del Tibet e della Cina, oltre che del Giappone.
È internazionalmente nota per il suo libro La società giapponese, che è stato tradotto in tredici lingue. In questo libro la studiosa individua quella giapponese come una "società verticale" in cui i rapporti umani sono fondati sulla "struttura" o "luogo" (gruppo di appartenenza) anziché su degli "attributi" (qualifiche o ruoli).

## Premi e onorificenze
- 1988 "Medaglia d'oro dell'unione internazionale di scienze etnologiche ed antropologiche" (IUEAS)
- 1990 Shijuhōshō (紫綬褒章, "Medaglia d'onore" con nastro viola)
- 1991 "Premio della cultura asiatica di Fukuoka"
- 1993 Bunkakōrōsha (文化功労者, "Persona con speciali meriti culturali")
- 1998 Kun Ni-tō Hōkanshō (勲二等宝冠章, "Ordine della corona preziosa di seconda classe")
- 2001 Bunkakunshō (文化勲章, "Ordine della Cultura")

## Opere
Elenco non esaustivo
- Kinship and economic organization in rural Japan, Londra, Athlone Press, 1967.
- Tate-shakai no Ningen Kankei: Tan'itsu-shakai no Riron, 1967. Trad. inglese Personal Relations in a Vertical Society: A theory of Homogeneus Society, 1970.
- Japanese Society, Berkeley, University of California Press, 1970,  ISBN 0-520-02154-1. Trad. italiana La società giapponese, Milano, Raffaello Cortina Editore, 1992.
- The Dynamics of a Vertical-structured Society, 1978.